# Esteban Bustos
Esteban Bustos Rodríguez (Santiago, 17 de diciembre de 1992) es un atleta chileno especializado en pentatlón moderno.
Ganó una medalla de bronce en los Juegos Panamericanos de 2011 en Guadalajara, México, y recibió una plaza de clasificación automática para los Juegos Olímpicos de Londres 2012, siguiendo los pasos de su hermano Cristián, quien había competido previamente en Pekín, cuatro años antes.
Bustos fue seleccionado para ser uno de los treinta y seis atletas que participaron en el pentatlón moderno masculino. Durante la competencia, Bustos tuvo un mal desempeño en las etapas iniciales, con puntajes justos en esgrima de espada y natación 200 metros estilo libre, pero mantuvo su ritmo para la décima posición en la equitación y la nueva combinación de carrera y tiro láser. Después de completar todos los segmentos, Bustos terminó decimoctavo en el evento masculino en sus primeros Juegos Olímpicos.